# Масиейра (Лозада)
Масиейра (порт. Macieira) — район (фрегезия) в Португалии, входит в округ Порту. Является составной частью муниципалитета Лозада. По старому административному делению входил в провинцию Дору-Литорал. Входит в экономико-статистический субрегион Тамега, который входит в Северный регион. Население составляет 1421 человек на 2001 год. Занимает площадь 1,42 км².